# Lucretia Mott
Lucretia Mott (Nantucket, Massachusetts; 3 de enero de 1793-Cheltenham, Pensilvania; 11 de noviembre de 1880) fue una defensora de los derechos de la mujer, cristiana cuáquera pionera dentro del movimiento feminista que pasó a la historia, entre otros motivos, por participar en la organización de la Convención de Seneca Falls.

## Biografía
Nació en el seno de una familia cuáquera, siendo la segunda de siete hermanos. Sus padres eran Thomas Coffin y Anna Folger. Su padre era capitán de un ballenero y su madre dirigía la explotación agrícola familiar.
El pensamiento cuáquero va a ser determinante en la formación de sus ideas, especialmente la igualdad ante Dios que predica dicho movimiento religioso. A los trece años, ingresó en la "Nine Partners Quaker Boarding School", un colegio cuáquero donde recibió educación y donde más tarde ejerció como profesora. 
El 10 de abril de 1812, contrajo matrimonio con James Mott, otro profesor de su escuela, con quien tuvo seis hijos, muriendo el primero a los cinco años. En 1821 el matrimonio se trasladó a Filadelfia y ella fue nombrada predicadora del grupo cuáquero local.
El contexto de lucha por la abolición del esclavismo en Estados Unidos y la marginación de las mujeres en todos los aspectos de la vida pública y profesional, marcó su pensamiento, todo esto, enmarcado en la comunidad cuáquera. 
Sufría de dispepsia, cosa que no le impidió llevar a cabo su labor como activista. Debido al activismo por la abolición de la esclavitud del matrimonio Mott, su casa se convirtió en el centro del movimiento antiesclavista de Filadelfia y en una etapa del "Ferrocarril subterráneo", una ruta de escape de los esclavos huidos. 
El 11 de noviembre de 1880, a la edad de 87 años, murió en su casa de Cheltenham (Pensilvania) víctima de una neumonía. Fue enterrada en el cementerio cuáquero Fairhill, en el norte de Filadelfia.

## Activismo
Lucretia Mott pasó a la historia como una abolicionista, una defensora de los derechos de la mujer y de las libertades civiles. Siendo su faceta de defensora de la mujer la más notable. Sin embargo, el abolicionismo va a ser su puerta de entrada al mundo del activismo.
La toma de conciencia de la situación de las mujeres le llegó cuando descubre que en su escuela, los profesores cobran mucho más que las profesoras por hacer el mismo trabajo, esta conciencia del problema se acentuó a medida que se encontró con rechazo por parte de sus mismos compañeros del movimiento abolicionista, fue criticada por hablar en público, asumir roles de mando y en general, por participar en la vida pública.

### Abolicionismo

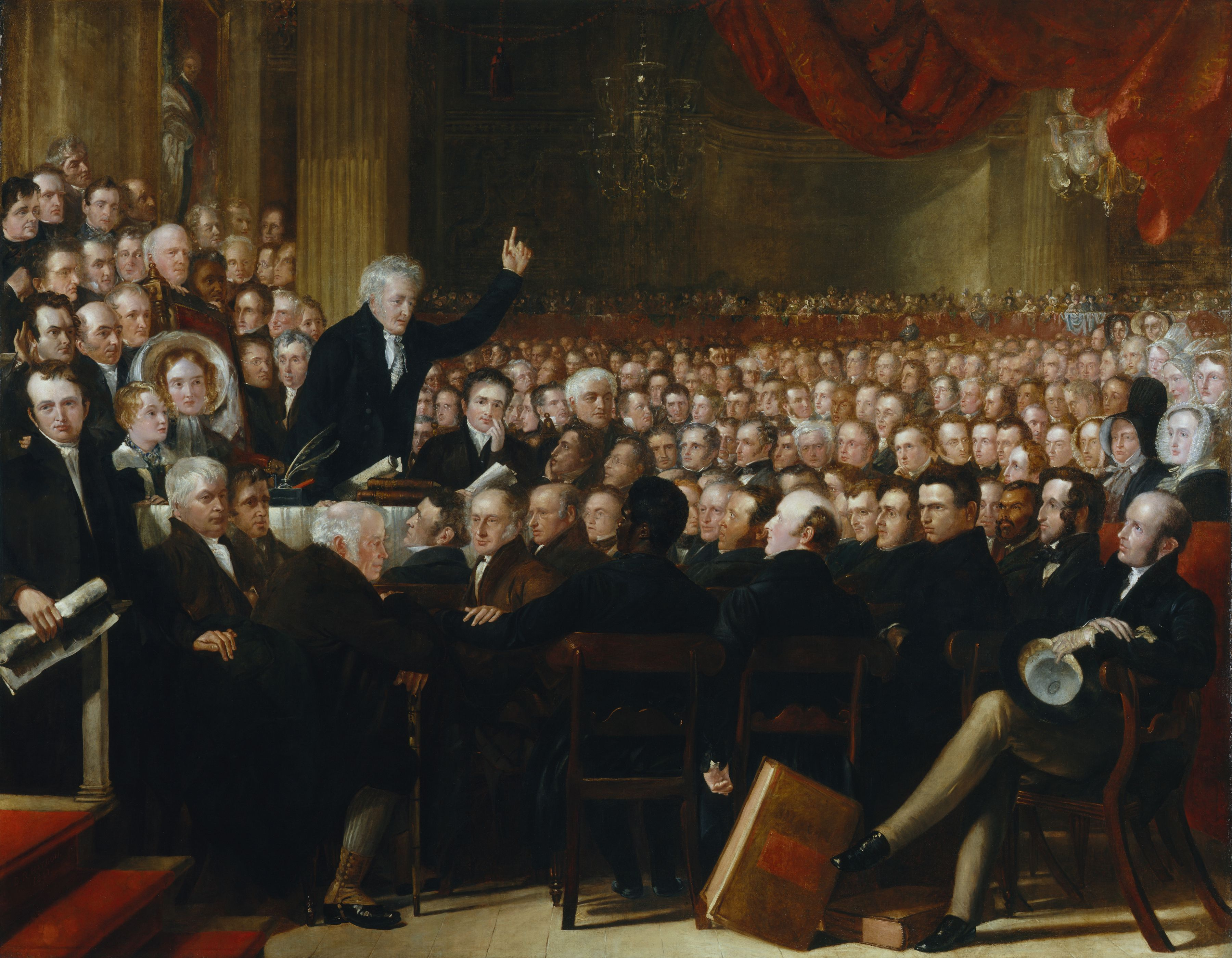
Pintura de la convención de la Anti-Slavery Society en Exeter Hall, a la que asistieron mujeres, algunas de ellas destacadas intelectuales, sufragistas y feministas como Mott, nótese que las mujeres están al final de la sala, prácticamente segregadas, obligadas a tener un papel accesorio en la convención.

Como ministra cuáquera, empezó  a incluir en sus sermones alegatos en contra de la esclavitud y por la reforma moral de la sociedad. En 1830 Mott ya contaba con cierto reconocimiento como abolicionista.
El abolicionismo fue determinante a la hora de conformar su pensamiento, llevando a cabo una intensa labor, junto con su marido, dentro de este movimiento. Según el pensamiento cuáquero, la esclavitud es una institución proscrita por Dios y en consecuencia, Mott se niega a utilizar bienes provenientes de explotaciones esclavistas, como por ejemplo, azúcar de caña.
En 1833 fundó junto a su marido la "Pennsylvania Anti-Slavery Society", pero se encontró con la oposición de sus compañeros (hombres), en diciembre de ese año, Mott acudió junto a su marido a la sociedad antiesclavista de Nueva Inglaterra, invitados por William Lloyd Garrison, y Lucretia tuvo un papel importante en las conversaciones, más que su marido, que acudía como delegado a la convención. 
La participación política de las mujeres estaba completamente en contra de las normas sociales de la época, por ejemplo, muchos hombres eran reacios a permitir que las mujeres hablasen en la iglesia o a que se formasen grupos mixtos. En este contexto, Mott funda la "Philadelphia Female Anti-Slavery Society", una sociedad abolicionista para mujeres.
En 1837, en la convención antiesclavista de mujeres americanas, Mott tiene un papel muy importante; en esta misma convención, Angelina Grimké va a dar un discurso que, por sus características, va a resultar chocante para los hombres, por utilizar unas actitudes y un lenguaje vedados a la mujer en aquellos momentos. Como consecuencia, Mott va a ser objeto de desprecio, llegando sus rivales a lanzar desperdicios a la puerta de su domicilio.

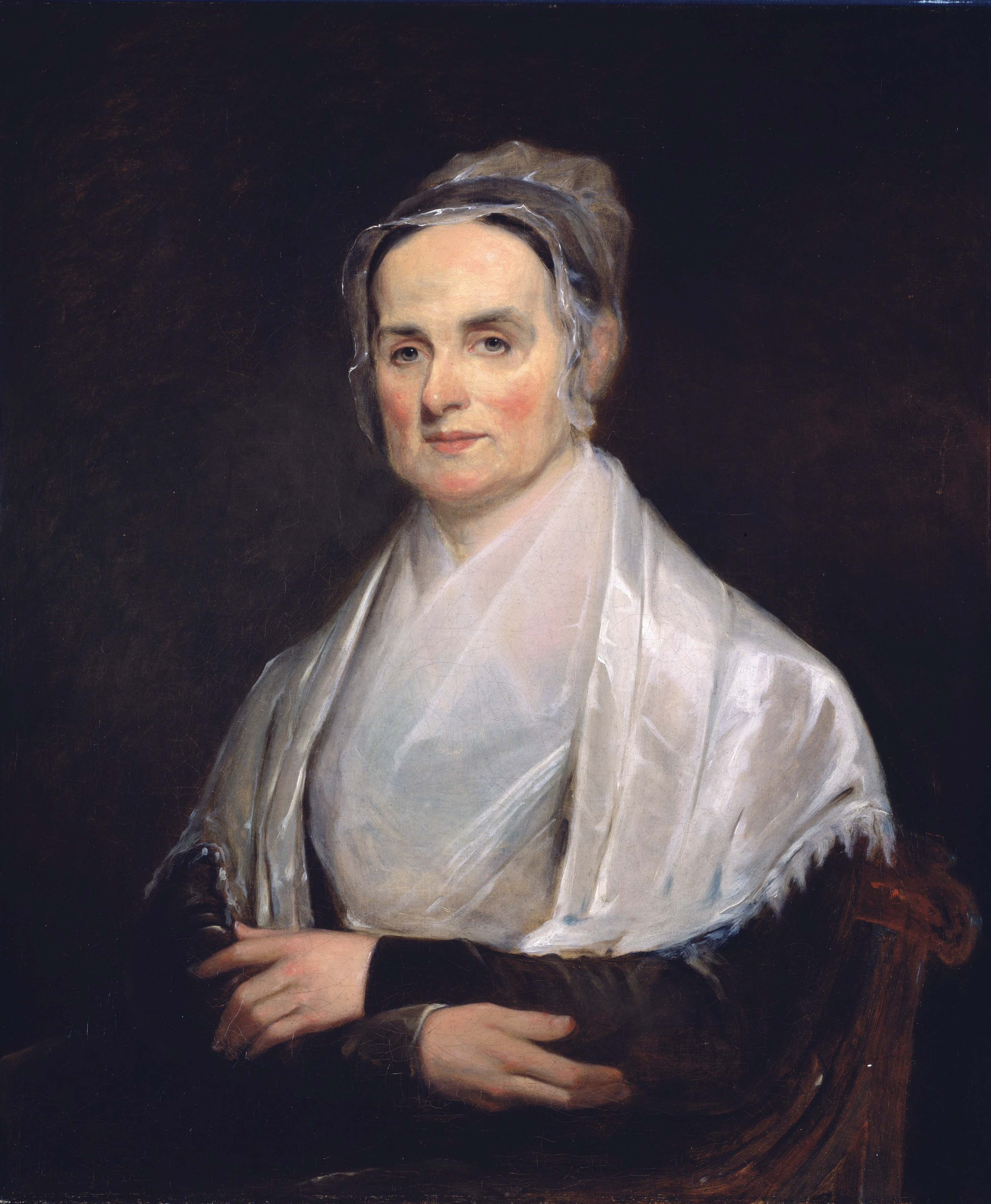
Lucretia Mott (1842)

A pesar de ser una conocida líder abolicionista y de ser una de las seis delegadas (mujeres) que acudieron al congreso, se rechaza formalmente su participación en el Congreso Mundial Abolicionista que se celebró en Londres en 1840, por el mero hecho de ser mujer. Los hombres votaron para vetar la participación femenina y para segregarlas del resto de asistentes, algunos hombres protestaron por la exclusión de las mujeres, entre ellos William Lloyd Garrison y Wendell Phillips, tres hombres se sentaron junto a las mujeres en señal de protesta por la marginación a la que se sometía a las delegadas. Tras agrias discusiones, se buscó una solución intermedia, proporcionando una silla más alta a Mott para que, desde el puesto que habían dejado a las mujeres, pudiese seguir las intervenciones y al final, a modo de reparación, Mott es una de las pocas mujeres que aparecen en la pintura conmemorativa del congreso y dejó una fuerte impresión en los asistentes, algunos de los cuales le dieron grandes muestras de apoyo.
De vuelta a Estados Unidos, Mott comienza una serie de viajes a Nueva York, Boston y diferentes estados esclavistas, se encontraba cara a cara con los dueños de esclavos para discutir la moralidad de la esclavitud con ellos. En Columbia, se las arregló para que su discurso coincidiese con el paso de los congresistas americanos, de modo que acabó teniendo entre la audiencia de su discurso a 40 congresistas.
Se entrevistó con el presidente John Tyler que, impresionado con su discurso, le ofreció enfrentarse en un debate con su rival pro esclavista John C. Calhoun.

### Convención de Seneca Falls

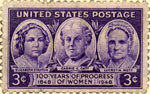
Sello con los retratos de Elizabeth Cady Stanton, Carrie Chapman Catt, y Lucretia Mott, 1948. Bajo los retratos puede leerse "100 years of progress of women, 1848-1948" (100 años de progreso de las mujeres, 1848-1948).

Junto con Elizabeth Cady Stanton, Mott fue una de las mujeres que protestaron por la marginación de las mujeres durante el congreso internacional abolicionista de 1840 en Londres, tras este encuentro, se va a desarrollar una estrecha colaboración entre ambas líderes para la celebración de una convención y crear una asociación para la defensa de los derechos de la mujer.
Pasan algunos años y el 19 de julio de 1848, Stanton y Mott, junto con otras, organizaron la convención por los derechos de las mujeres en Seneca Falls, Nueva York. La Convención de Seneca Falls fue el primer encuentro público de mujeres en los Estados Unidos, dicho encuentro se celebró en la capilla metodista de Seneca Falls. Aunque no estaba planeado que asistieran hombres a la primera sesión, los hombres que acudieron no fueron expulsados. 
Stanton es considerada como la artífice del inicio de la lucha por los derechos de la mujer, sin embargo, fue el trabajo conjunto y la labor de mentora de Mott lo que llevó a la convención a ser un éxito. La hermana de Mott, Martha Coffin Wright también participó en la organización y es una de las firmantes de la declaración de Sentimientos de Seneca Falls, un alegato por los derechos de la mujer basado en la Declaración de Independencia de los Estados Unidos que se distribuyó como un folleto tras su aprobación.
En algunos aspectos, las convicciones de Mott diferían de las de otras compañeras del movimiento, aunque abogaba por la igualdad de derechos con el hombre, se negó a hacer presión para la creación de leyes sobre el divorcio que permitiesen a la mujer mantener el contacto con sus hijos tras un divorcio, en esto se diferencia de Stanton, que tenía una posición menos conservadora.
Con el tiempo, el sufragismo va a convertirse en el núcleo central de la lucha, que comienza en un principio con aspectos relacionados con la igualdad jurídico-legal. Mott, publica dos años más tarde (1850) "Discourse on Woman", un libro sobre las restricciones que sufrían las mujeres en Estados Unidos. 
A partir de 1865, una vez que la esclavitud ha pasado a la historia, va a centrarse en el derecho al sufragio, tanto de las mujeres como de los negros. Hasta su muerte, Mott va a actuar de nexo de unión entre las activistas por los derechos de la mujer y el sufragio, poniendo paz entre Elizabeth Cady Stanton, Susan B. Anthony y Lucy Stone.